# 清水富雄
清水 富雄（しみず とみお、1955年9月1日 - ）は、日本の政治家。自由民主党所属の横浜市会議員（7期）。第51・52代横浜市会議長。第64代全国市議会議長会会長。

## 経歴
神奈川県横浜市西区生まれ。横浜市立一本松小学校、横浜市立老松中学校、神奈川県立横浜平沼高等学校を卒業し、国立清水海員学校に進学した。1975年には同校を卒業し、日本郵船に入社。その後、喫茶店勤務などを経験し、1988年に横浜市会議員であった菅義偉（のちの首相）の秘書となった。
1995年の横浜市会議員選挙に西区から立候補し、初当選。以降は連続当選を重ね、2019年横浜市議会議員選挙でも再選し7期目となる。2021年、横浜市会議長に就任。同年、全国市議会議長会の第64代会長に選任。横浜市会から同議長会の会長が選ばれるのは佐藤祐文議長以来、6年ぶりとなった。